# Kyivpastrans
Kyivpastrans (ukrainien: Київпастранс; diminutif pour Kyiv Passager Transport) est la compagnie municipale qui opère la plupart des transports publics dans la capitale ukrainienne de Kiev.

## Histoire

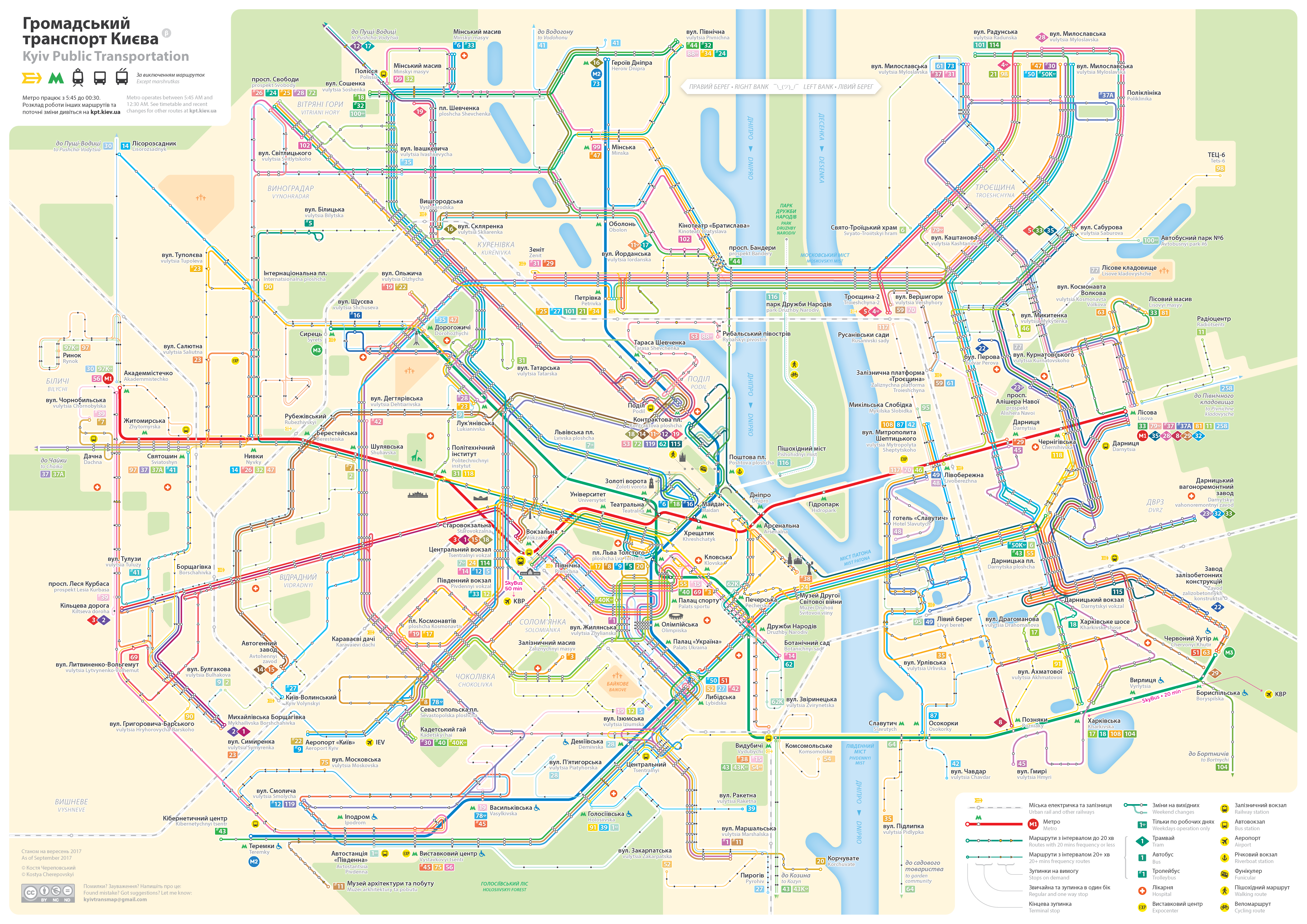
Plan du réseau.

Kyivpastrans a été créé le 2 octobre 2001 par le Conseil Municipal de Kiev pour remplacer KP "Kyivelektrotrans» et "Kyiv City Territorial-Production Union of Automobile Transport".

## Caractéristiques
La société exploite le tramway de la ville, le Métro léger, les trolleybus, le funiculaire et la plupart des lignes de bus. La société parraine également le train électrique urbain, qui est exploité par l'entreprise Ukrzaliznytsia.

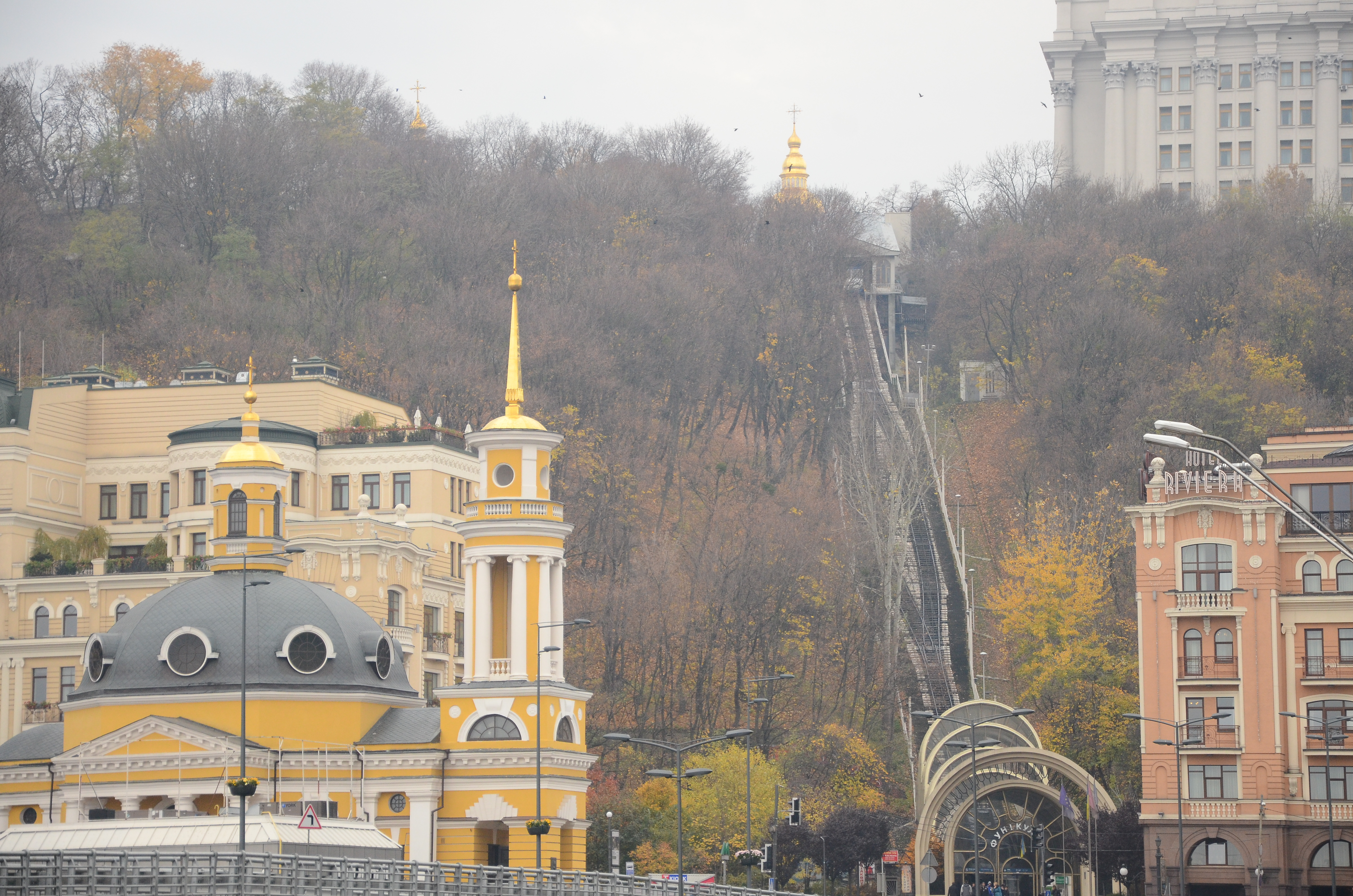
Le funiculaire depuis la Place de la poste.